# فان فان
فـان فان (بالصينية: 范逸臣) هو كاتب أغاني وممثل تايواني، ولد في 3 نوفمبر 1978 في تايوان.

## وصلات خارجية
- فـان فان على موقع IMDb (الإنجليزية)
- فـان فان على موقع ميوزك برينز (الإنجليزية)
- فـان فان على موقع قاعدة بيانات الفيلم (الإنجليزية)